# Parlamentswahl in Schottland 2007
- SLP: 46
- SGP: 2
- SNP: 47
- Unabh.: 1
- SLD: 16
- SCP: 17

- Austritt: 50
- Union: 79

Die Parlamentswahl in Schottland 2007 war die dritte Wahl zum schottischen Regionalparlament. Sie fand am 3. Mai 2007 statt, zwei Tage nach dem dreihundertsten Jahrestag der Vereinigung Schottlands mit England und Wales. Gewählt wurden 129 Abgeordnete, 73 davon in Wahlkreisen nach relativem Mehrheitswahlrecht und 56 über Parteilisten in 8 Regionen.
Schottland wurde seit 1999 von einer Labour-liberaldemokratischen Koalitionsregierung regiert, seit 2002 unter Ministerpräsident Jack McConnell. Umfragen belegten, dass die oppositionelle Schottische Nationalpartei Chancen zum Wahlsieg hatte.  Die  Scottish National Party (SNP) erhielt 47 Sitze, die Labour Party (Arbeitspartei) 46, die Tories (Konservative) 17, die Liberaldemokraten 16 und die Grünen zwei. Ein Sitz ging an eine unabhängige Kandidatin.
Das neue schottische Parlament trat am 9. Mai 2007 erstmals zusammen, am 16. Mai wurde Alex Salmond mit Stimmen der SNP und Grünen, bei Enthaltung der Konservativen und der Liberalen zum First Minister gewählt. Salmond stand somit einer Minderheitsregierung der SNP vor.

## Spitzenkandidaten
- Scottish Labour Party – Jack McConnell
- Scottish National Party – Alex Salmond
- Scottish Conservative Party – Annabel Goldie
- Scottish Liberal Democrats – Nicol Stephen, Baron Stephen
- Scottish Green Party – Shiona Baird und Robin Harper
- Scottish Socialist Party – Colin Fox

## Wahlergebnis

Ergebnis nach Wahlkreisen:

### Ergebnis 2007
Die Wahlbeteiligung betrug 51,8 % (+2,5 % im Vergleich zur letzten Wahl).
| Partei | Partei                                   | Wahlkreis- stimmen | In %    | Wahlkreis- mandate | Listen- stimmen | In %    | Listen- mandate | Gesamt- mandate |
| ------ | ---------------------------------------- | ------------------ | ------- | ------------------ | --------------- | ------- | --------------- | --------------- |
|        | SNP                                      | 664.227            | 32,9 %  | 21                 | 633.401         | 31,0 %  | 26              | 47              |
|        | Labour                                   | 648.374            | 32,2 %  | 37                 | 595.415         | 29,2 %  | 9               | 46              |
|        | Conservative                             | 334.743            | 16,6 %  | 4                  | 284.005         | 13,9 %  | 13              | 17              |
|        | Liberal Democrats                        | 326.232            | 16,2 %  | 11                 | 230.671         | 11,3 %  | 5               | 16              |
|        | Greens                                   | 2.971              | 0,2 %   | 0                  | 82.584          | 4,0 %   | 2               | 2               |
|        | Margo MacDonald (unabhängige Kandidatin) | –                  | –       | –                  | 21.320          | 1,0 %   | 1               | 1               |
|        | SSCUP                                    | 1,702              | 0,1 %   | 0                  | 39.038          | 1,9 %   | 0               | 0               |
|        | BNP                                      | –                  | –       | –                  | 24.598          | 1,2 %   | 0               | 0               |
|        | Socialist Labour                         | –                  | –       | –                  | 14.054          | 0,7 %   | 0               | 0               |
|        | SSP                                      | 525                | 0,0 %   | 0                  | 13.096          | 0,6 %   | 0               | 0               |
|        | UKIP                                     | –                  | –       | –                  | 8.197           | 0,4 %   | 0               | 0               |
|        | Andere                                   | 38.383             | 1,9 %   | 0                  | 97.794          | 4,8 %   | 0               | 0               |
| Gesamt | Gesamt                                   | 2.017.158          | 100,1 % | 73                 | 2.042.109       | 100,0 % | 56              | 129             |

Eine vollständige Auflistung aller Abgeordneten in dieser Legislaturperiode ist unter Liste der Mitglieder des Schottischen Parlaments (3. Wahlperiode) zu finden.

### Vergleich 2007/2003
| Partei                                | Wahlkreis- stimmen | +/-      | In %   | +/-  | Wahlkreis- mandate | +/- | Listen- stimmen | +/-      | In %   | +/-   | Listen- mandate | +/- | Gesamt- mandate | +/- |
| ------------------------------------- | ------------------ | -------- | ------ | ---- | ------------------ | --- | --------------- | -------- | ------ | ----- | --------------- | --- | --------------- | --- |
| SNP                                   | 664.227            | +214.751 | 32,9 % | +9,1 | 21                 | +12 | 633.401         | +233.742 | 31,0 % | +10,1 | 26              | +8  | 47              | +20 |
| Labour                                | 648.374            | −11.505  | 32,2 % | −2,7 | 37                 | −9  | 595.415         | +34.034  | 29,2 % | −0,1  | 9               | +5  | 46              | −4  |
| Conservative                          | 334.743            | +22.145  | 16,2 % | −0,4 | 4                  | +1  | 284.005         | −12.924  | 13,9 % | −1,6  | 13              | −2  | 17              | −1  |
| Liberal Democrats                     | 326.232            | −40.082  | 16,2 % | +0,9 | 11                 | −2  | 230.671         | +4.897   | 11,3 % | −0,5  | 5               | +1  | 16              | −1  |
| Green                                 | 2.971              | +2.971   | 0,2 %  | +0,2 | 0                  | –   | 82.584          | −49.554  | 4,0 %  | −2,9  | 2               | −5  | 2               | −5  |
| Margo MacDonald                       | –                  | –        | –      | –    | –                  | –   | 19.256          | −7.888   | 0,9 %  | −0,5  | 1               | ±0  | 1               | ±0  |
| Sozialisten                           | 525                | −117.184 | 0,0 %  | −6,2 | 0                  | ±0  | 12.731          | −115.295 | 0,6 %  | −6,1  | 0               | −6  | 0               | −6  |
| SSCUP                                 | 1.702              | +105     | 0,1 %  | ±0,0 | 0                  | ±0  | 38.743          | +9.747   | 1,9 %  | +0,4  | 0               | −1  | 0               | −1  |
| Jean Turner                           | 6.742              | −4.247   | 0,3 %  | −0,3 | 0                  | −1  | –               | –        | –      | –     | –               | –   | 0               | −1  |
| Dennis Canavan (trat nicht wieder an) | –                  | −14.703  | –      | −0,8 | –                  | −1  | –               | –        | –      | –     | –               | –   | –               | −1  |
| Andere                                | 31.642             | −6.493   | 1,6 %  | −0,6 | 0                  | ±0  | 145.303         | +29.492  | 7,1 %  | +1,1  | 0               | ±0  | 0               | ±0  |
| Gesamt                                | 2.017.158          | +57.263  | –      | –    | –                  | –   | 2.042.109       | +126.251 | –      | –     | –               | –   | –               | –   |